# Country Teasers
 (février 2021).
Si vous disposez d'ouvrages ou d'articles de référence ou si vous connaissez des sites web de qualité traitant du thème abordé ici, merci de compléter l'article en donnant les références utiles à sa vérifiabilité et en les liant à la section « Notes et références ».

Country Teasers est un groupe britannique formé en 1993, situé à la frontière de nombreux styles tels le post-punk, le garage, l'art rock, ou encore la country, le rap, de l'electro minimaliste et lo-fi...
Le chant de leur leader Ben Wallers est aisément reconnaissable. Ses paroles, ironiques, irrévérencieuses, humoristiques et provocatrices, traitent de sujets tabous comme le racisme, le sexisme, la xénophobie ou les violences en tout genre. Ils ont pu être comparés à leurs compatriotes de The Fall ou d'autres groupes adeptes d'une expérimentation débridée et déconstruite: les Butthole Surfers, Ween, Royal Trux...
Ben Wallers officie maintenant en solo, sous le pseudonyme de The Rebel, et a sorti de nombreux EP et cassettes auto-produits, dans un style plus minimaliste que les Country Teasers.
En 2020, le cinéaste Nicolas Drolc réalise un portrait documentaire sur le groupe et plus particulièrement de son leader. Le film, qui s'appelle This film should not exist, est monté à partir d'images d'archives de concerts des années 1990 ainsi que d'interviews faites spécialement pour l'occasion.

## Discographie

### Albums
- The Pastoral - Not Rustic - World of Their Greatest Hits (1995, Crypt Records)
- Satan Is Real Again, or Feeling Good About Bad Thoughts (1996, Crypt Records)
- Back to the Future, or Brideshead Revisitted Revisitted (1998, Guided Missile)
- Destroy All Human Life (1999, Fat Possum)
- Science Hat Artistic Cube Moral Nosebleed Empire (2002, In the Red)
- Secret Weapon Revealed at Last, or Full Moon Empty Sportsbag (2003, In the Red)
- Live Album (2005, In the Red)
- The Empire Strikes Back (2006, In the Red)
- W.O.A.R./W.O.A. (split 12" with Ezee Tiger) (2008, Holy Mountain Records)

### Singles
- "Anytime, Cowboy", (1995, Crypt Records)
  - "Anytime, Cowboy", with b-side "No.1 Man"
- Split 7" with Penthouse, (1996, Butcher's Wig)
  - "Getaway"
- The Scottish Single, (1996, Guided Missile)
  - "The Last Bridge of Spencer Smith", with b-side "Prettiest Slave on the Barge/Kenny Malcolm on Smack"
- Secrets in Welsh (1996, Nana Records)
  - "Tough Luck on Jock", "Treble Life, Part 2", "Secrets in Welsh" and "Flares"
- Against the Country Teasers! (1996, Guided Missile)
  - After One Thing", "Bryson's the Baker", "Small Shark in Tiny Pool", "Adam Wakes Up", "Kenny Malcolm On Smack Left Prettiest Slave On The Right" and "Henry Krinkle's Theme"
- Split 7" with Amnesiac Godz (2/3 Sebadoh), (1999, Guided Missile Records)
  - "Country Teasers", "Hairy Wine" and "Reynard the Fox"
- "Laziness", (2004, Discos Alehop, hop 022)
  - "Raglan Top Of Lonsdale Grey", "Assfucksiation Initiated", "Laziness", "Ahoy There"